# Курихара, Тору
Тору Курихара (яп. 栗原徹 Курихара Тору, род. 12 августа 1978 в Итако) — японский регбист, выступавший на позиции винга (крыльевого) и фуллбэка (замыкающего).

## Биография

### Клубная карьера
Курихара увлекался со школьных времён футболом, однако в младшей школе Ютака Гакуэн не было футбольного клуба. Он мог выбрать академию футбольного клуба «Касима Антлерс» или заняться бейсболом, но выбрал секцию регби. За время выступления за команду Университета Кэйо он отметился 29 дроп-голами за два года, а за три года выступлений помог команде выиграть чемпионат университетов. По окончании университета в 2001 году он стал игроком клуба «Сантори Санголиат». С 2005 по 2007 годы Курихара получал степень магистра в университете Кэйо (корпус Сёнан Фудзисава, школа управления здаравоохранением), став магистром в области управления здравоохранением в марте 2007 года. Тогда же он продолжал выступать за регбийную команду университета.
С 1 февраля 2004 года Курихара выступал уже на профессиональной основе, подписав контракт с клубом. Он покинул клуб «Сантори Санголиат» 19 марта 2008 года, а 4 июня того же года стал игроком клуба «НТТ Шайнинг Аркс». 20 апреля 2014 года он провёл прощальный матч в своей карьере (благотворительного характера) и после его завершения объявил об уходе из большого регби.

### Карьера в сборной
Будучи студентом, Курихара выступал за студенческую сборную Японии и был её капитаном. Первую игру за основную сборную Японии он провёл 20 мая 2000 года против сборной Фиджи в рамках Кубка тихоокеанских наций. В матче квалификации к чемпионату мира 2003 года против сборной Тайваня, который прошёл 7 июля 2002 года, Курихара установил мировой рекорд, занеся 6 попыток и проведя 15 реализаций, что принесло ему итого 60 очков, а сборная Японии одержала разгромную победу со счётом 120:3.
Всего же за свою карьеру Курихара провёл 27 игр с 2000 по 2003 годы за основную сборную Японии, занеся 20 попыток, проведя 71 реализацию и забив 35 штрафных, что принесло ему 347 очков. На чемпионате мира 2003 года в Австралии он сыграл все четыре матча и набрал 40 очков, занеся одну попытку, проведя 4 реализации и забив 9 штрафных. Две реализации и пять штрафных он забил 18 октября 2003 года в матче против Франции на чемпионате мира; одну попытку, две реализации и 4 штрафных он занёс в свой актив 27 октября 2003 года против сборной США. Этот матч стал последним в его карьере за сборную.
Курихара также привлекался к играм за сборную по регби-7: он играл на чемпионатах мира 2001 и 2005 годов, а также в Мировой серии по регби-7 сезона 2001/2002.